# Lâna de Aur

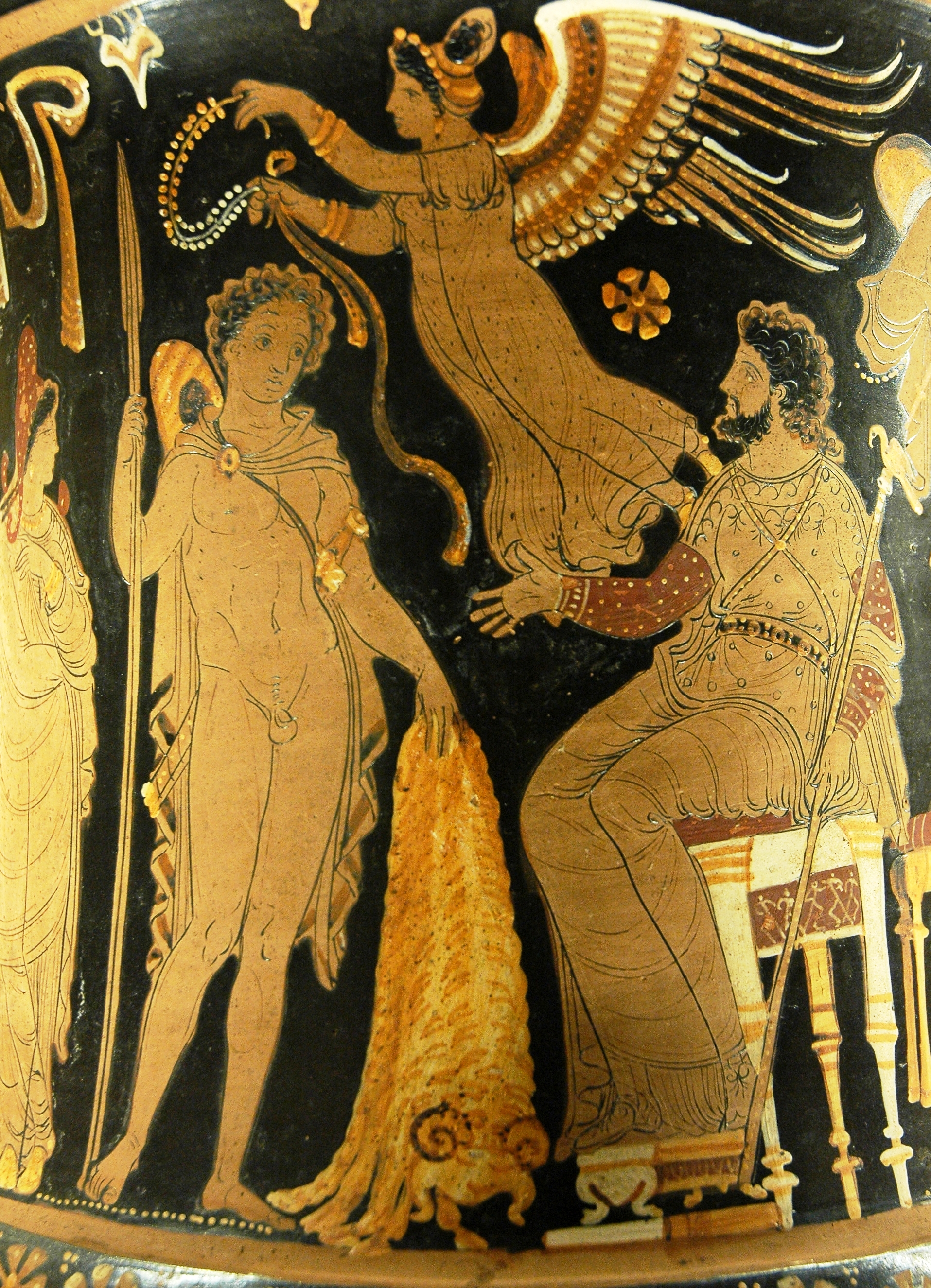
Iason aducându-i Lâna de Aur regelui Pelias (Muzeul Louvre)

Lâna de Aur a fost în mitologia greacă blana lui Chrysomeles, (un berbec de aur care putea zbura și vorbi) care i-a dus în zbor pe Frix și pe Hele în Colchida (un teritoriu în Georgia de azi). Frix a oferit acest animal, drept jertfă, lui Aeetes și a atârnat lâna berbecului de un arbore în pădurea în care era venerat Ares. Lâna de aur semnifica în mitologia greacă simbolul bogățiilor din țările răsăritene, pe care elinii le-au râvnit mult, întotdeauna.
Legenda spune că Iason, însoțit de argonauți, a pornit în căutarea lânii de aur.